# 小庙镇
小庙镇，是中国安徽省合肥市蜀山区下辖的一个乡镇。2013年9月，小庙镇由肥西县划归合肥市蜀山区管辖。总面积201.43平方公里，常住人口7.2万，镇区面积4平方公里。

## 行政区划
共辖7个社区、23个村，分别为：袁中社区、居委社区、雷麻社区、拐岗社区、大柏社区、将军社区、五十墩社区、段冲村、新民村、马岗村、小蜀山村、马场村、小庙村、北分路、硕大塘、高岗村、余岗村、河南村、雷北村、郑岗村、姚家村、黄栗村、枣林村、石塘村、栀树村、饭棚村、朱岗村、街北村、茅铺村、小柏村。

## 参見
- 大庙集镇
- 大庙镇
- 大庙乡
- 小庙乡
- 大廟
- 小庙